# 底特律第一公理会教堂
底特律第一公理会教堂（First Congregational Church）位于美国密歇根州底特律森林东路33号，伍德沃德大道（Woodward Avenue）路口。

## 历史
底特律第一公理会成立于1844年12月25日。曾经在底特律河附近建造过2座教堂，第三座教堂于1891年兴建于今址，由建筑师约翰法克森（John Lyman Faxon）设计。增建部分称为天使之翼（Angel's Wing），1921年由建筑师阿尔伯特·卡恩设计。

## 建筑
教堂为理查森羅曼式风格，使用粗凿暖红色石灰岩。正立面有五湾凉廊，和一道前山墙胸墙。其上方是带窗格的圆形窗，侧面是圆形拱。这座教堂还拥有一个120英尺的钟楼，顶部是8英尺高的天使長乌利尔铜像
这座教堂参照了威尼斯和拉文纳的教堂。圣所有木雕、天花板肖像、玫瑰窗和华丽的色彩。  
教会提供教堂历史和建筑方面的展览。游客可以自助游览历史性设施和建筑物。 教会还举办地下铁道生活博物馆，模拟过去的地下铁路的故事。  

## 画廊

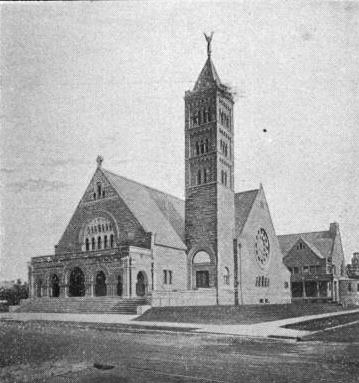
1899年左右的第一公理會教堂
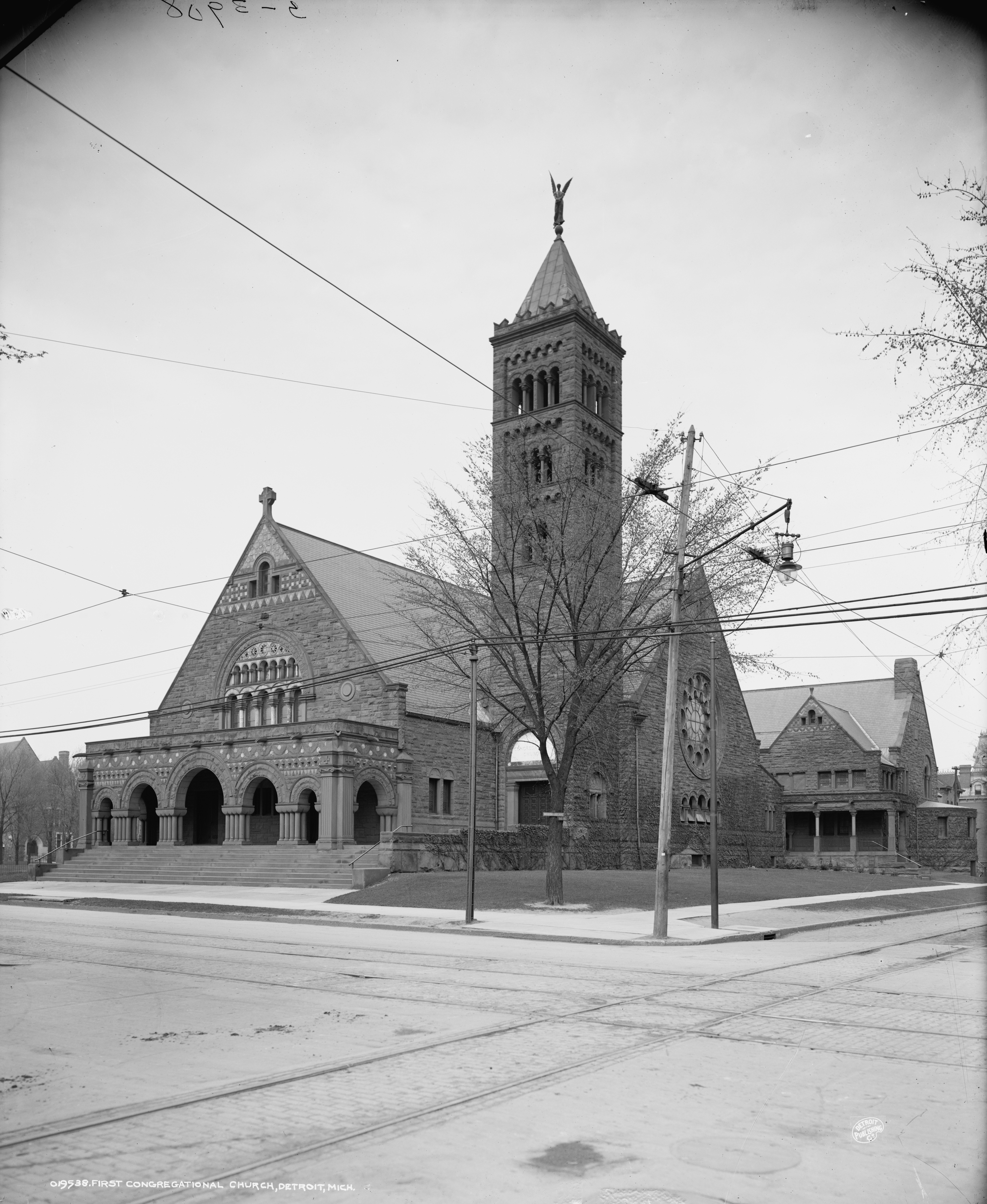
1903年左右的第一公理會教堂
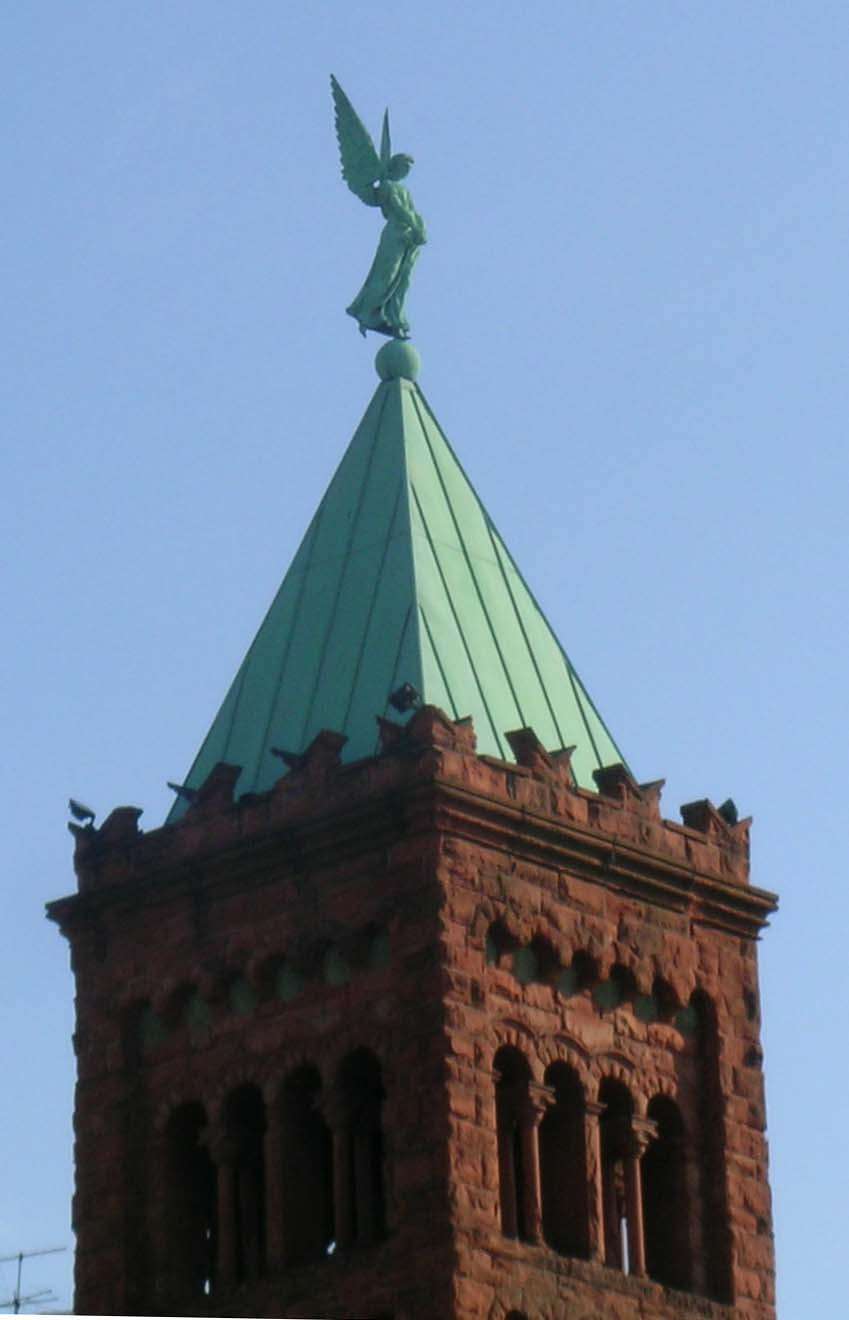
教堂鐘塔頂部的天使烏列爾銅像